# Хилл, Тед
Эдвард Фаулер Хилл (англ. Edward Fowler Hill; 1915, Мельбурн — 1988) — австралийский адвокат, юрист и коммунистический активист. Председатель Коммунистической партии Австралии (марксистско-ленинской).

## Биография

### Ранние годы
Родился 23 апреля 1915 года, в городе Милдьюра, в семье Джеймса и Алисы Хилл. Учился в средней школе Гамильтона, где его родили работали учителями. После окончания школы работал клерком у дипломата Билла Слатера. В 1933 году переехал в Мельбурн, для обучения в Мельбурнском университете. Во время обучения в университете вступил в Коммунистическую партию Австралии.
В 1938 году, начал свою адвокатскую практику и вскоре стал ведущим адвокатом партии. Представлял партию в Королевской комиссии 1947 года и комиссии расследовавший предполагаемый шпионаж Советского Союза в Австралии.

### Деятельность
В 1950-е годы занимал пост государственного секретаря партии КПА в штате Виктория. Во время советско-китайского раскола, поддержал Коммунистическую партию Китая. В 1963 году, был исключен из партии и в марте 1964 года, сформировал марксистско-ленинскую Коммунистическую партию Австралии.
До самой смерти Мао Цзэдуна в 1976 году, поддерживал политику Китая. Затем вместе с Полом Потом посетил Демократическую Кампучию. После прихода к власти Дэн Сяопина перестал поддерживать коммунистическую партию и стал сторонником «независимой Австралии». 